# Силы сторон в Демянской оборонительной операции
Силы противников в Демянской фронтовой оборонительной операции.

## СССР
Данные приведены в соответствии со Справочником боевого состава Советской Армии 1941—1945 годов.

### Северо-Западный фронт
Единственный фронт, принимавший участие в операции.

#### Фронтовое подчинение
| Соединения и части во фронтовом подчинении | Соединения и части во фронтовом подчинении       | Соединения и части во фронтовом подчинении | Соединения и части во фронтовом подчинении                                                       | Соединения и части во фронтовом подчинении | Соединения и части во фронтовом подчинении                     |
| Дата                                       | Пехота                                           | Артиллерия | Механизированные                                                                                 | Авиация                                    | Инженерные                                                     |
| ------------------------------------------ | ------------------------------------------------ | --- | ------------------------------------------------------------------------------------------------ | ------------------------------------------ | -------------------------------------------------------------- |
| 1 сентября 1941 года                       | 33, 84, 310 стрелковые, 54 кавалерийская дивизии | 10 бригада ПТО, 402, 429 гаубичные полки, 171, 759 полки ПТО, 19, 111, 239, 246, 250 зенитные дивизионы, Рижский, Эстонский, Каунасский районы ПВО. | 34-й мотоциклетный полк                                                                          | 6 авиадивизия, 415 истребительный полк     | 25, 110 инженерные, 50, 55, 56, 57 понтонно-мостовые батальоны |
| 1 октября 1941 года                        | 25, 46, 54 кавалерийские дивизии                 | 10 бригада ПТО, 171, 759 полки ПТО, 3 гвардейский полк РС, 11, 29, 239, 246, 250 зенитные дивизионы, Рижский, Эстонский, Каунасский районы ПВО.     | 125 танковая бригада, 87, 110, 112 «А», 112 «Б», 116 танковые батальоны, 34-й мотоциклетный полк | 6 авиадивизия                              | 67, 492, 494 сапёрные, 57 понтонно-мостовые батальоны          |

#### 11-я армия
11-я армия была задействована в операции с первого и до последнего дня, отступала из района Парфино в район Лычково.
| Стрелковые соединения и части 11-й армии | Стрелковые соединения и части 11-й армии |
| 01.09.1941 | 01.10.1941 |
| --- | --- |
| 180-я стрелковая дивизия 182-я стрелковая дивизия 183-я стрелковая дивизия 202-я стрелковая дивизия 254-я стрелковая дивизия 21-й мотострелковый полк | 26-я стрелковая дивизия 84-я стрелковая дивизия 182-я стрелковая дивизия 202-я стрелковая дивизия 254-я стрелковая дивизия 28-й мотострелковый полк |

| Артиллерийские соединения и части 11-й армии | Артиллерийские соединения и части 11-й армии                                                                                          |
| 01.09.1941 | 01.10.1941 |
| --- | --- |
| 9-я артиллерийская бригада противотанковой обороны 614-й корпусной артиллерийский полк 698-й артиллерийский полк противотанковой обороны 11-й отдельный зенитный артиллерийский дивизион 23-й отдельный зенитный артиллерийский дивизион | 614-й корпусной артиллерийский полк 698-й артиллерийский полк противотанковой обороны 23-й отдельный зенитный артиллерийский дивизион |

| Танковые и механизированные соединения и части 11-й армии          | Танковые и механизированные соединения и части 11-й армии          |
| 01.09.1941                                                         | 01.10.1941                                                         |
| ------------------------------------------------------------------ | ------------------------------------------------------------------ |
| 87-й отдельный танковый батальон 110-й отдельный танковый батальон | 87-й отдельный танковый батальон 110-й отдельный танковый батальон |

| Соединения и части военно-воздушных сил 11-й армии | Соединения и части военно-воздушных сил 11-й армии |
| 01.09.1941                                         | 01.10.1941                                         |
| -------------------------------------------------- | -------------------------------------------------- |
| 7-я смешанная авиационная дивизия                  | 57-я смешанная авиационная дивизия                 |

| Соединения и части инженерных войск 11-й армии                                                          | Соединения и части инженерных войск 11-й армии                                                          |
| 01.09.1941                                                                                              | 01.10.1941                                                                                              |
| --- | --- |
| 28-й отдельный инженерный батальон 38-й отдельный инженерный батальон 202-й отдельный сапёрный батальон | 28-й отдельный инженерный батальон 38-й отдельный инженерный батальон 202-й отдельный сапёрный батальон |

#### 27-я армия
27-я армия была задействована в операции с первого и до последнего дня, отступала из район Холма в направлении озёрной гряды Селигер
| Стрелковые соединения и части 27-й армии | Стрелковые соединения и части 27-й армии                                                          |
| 01.09.1941 | 01.10.1941                                                                                        |
| --- | ------------------------------------------------------------------------------------------------- |
| 5-я стрелковая дивизия 23-я стрелковая дивизия 181-я стрелковая дивизия 185-я стрелковая дивизия 188-я стрелковая дивизия 256-я стрелковая дивизия 37-й резервный стрелковый полк пограничных войск НКВД | 23-я стрелковая дивизия 33-я стрелковая дивизия 181-я стрелковая дивизия 183-я стрелковая дивизия |

| Артиллерийские соединения и части 27-й армии | Артиллерийские соединения и части 27-й армии                                         |
| 01.09.1941                                   | 01.10.1941                                                                           |
| -------------------------------------------- | ------------------------------------------------------------------------------------ |
| 613-й корпусной артиллерийский полк          | 613-й корпусной артиллерийский полк 111-й отдельный зенитный артиллерийский дивизион |

| Танковые и механизированные соединения и части 27-й армии | Танковые и механизированные соединения и части 27-й армии |
| 01.09.1941                                                | 01.10.1941                                                |
| --------------------------------------------------------- | --------------------------------------------------------- |
| не имелось                                                | 28-я танковая дивизия                                     |

| Соединения и части военно-воздушных сил 27-й армии                     | Соединения и части военно-воздушных сил 27-й армии |
| 01.09.1941                                                             | 01.10.1941                                         |
| ---------------------------------------------------------------------- | -------------------------------------------------- |
| 4-я смешанная авиационная дивизия 28-й истребительный авиационный полк | 4-я смешанная авиационная дивизия                  |

| Соединения и части инженерных войск 27-й армии | Соединения и части инженерных войск 27-й армии |
| 01.09.1941 | 01.10.1941 |
| --- | --- |
| 134-й отдельный моторизованный инженерный батальон 67-й отдельный сапёрный батальон 160-й отдельный сапёрный батальон 188-й отдельный сапёрный батальон 339-й отдельный сапёрный батальон (числится на дату в составе армии, другими источниками не подтверждается) | 110-й отдельный моторизованный инженерный батальон 134-й отдельный моторизованный инженерный батальон 67-й отдельный сапёрный батальон 160-й отдельный сапёрный батальон 188-й отдельный сапёрный батальон 491-й отдельный сапёрный батальон |

#### 34-я армия
34-я армия была задействована в операции с первого и до последнего дня, отступала с позиций на реке Пола в направлении Демянска и озёрной гряды Селигер
| Стрелковые соединения и части 34-й армии | Стрелковые соединения и части 34-й армии |
| 01.09.1941 | 01.10.1941 |
| --- | --- |
| 163-я стрелковая дивизия 245-я стрелковая дивизия 257-я стрелковая дивизия 259-я стрелковая дивизия 262-я стрелковая дивизия 25-я кавалерийская дивизия 3-й мотострелковый полк | 163-я стрелковая дивизия 188-я стрелковая дивизия 245-я стрелковая дивизия 257-я стрелковая дивизия 259-я стрелковая дивизия 262-я стрелковая дивизия |

| Артиллерийские соединения и части 34-й армии                            | Артиллерийские соединения и части 34-й армии                                                                            |
| 01.09.1941                                                              | 01.10.1941 |
| ----------------------------------------------------------------------- | --- |
| 264-й корпусной артиллерийский полк 270-й корпусной артиллерийский полк | 270-й корпусной артиллерийский полк 429-й гаубичный артиллерийский полк 19-й отдельный зенитный артиллерийский дивизион |

| Танковые и механизированные соединения и части 34-й армии           | Танковые и механизированные соединения и части 34-й армии                                                                              |
| 01.09.1941                                                          | 01.10.1941 |
| ------------------------------------------------------------------- | --- |
| 108-й отдельный танковый батальон 112-й отдельный танковый батальон | 46-й отдельный мотоциклетный полк 85-й отдельный танковый батальон 103-й отдельный танковый батальон 108-й отдельный танковый батальон |

| Соединения и части военно-воздушных сил 34-й армии | Соединения и части военно-воздушных сил 34-й армии |
| 01.09.1941                                         | 01.10.1941                                         |
| -------------------------------------------------- | -------------------------------------------------- |
| 57-я смешанная авиационная дивизия                 | 7-я смешанная авиационная дивизия                  |

| Соединения и части инженерных войск 34-й армии                                                                        | Соединения и части инженерных войск 34-й армии                                                        |
| 01.09.1941 | 01.10.1941                                                                                            |
| --- | --- |
| 47-й отдельный моторизованный инженерный батальон 238-й отдельный сапёрный батальон 299-й отдельный сапёрный батальон | 238-й отдельный сапёрный батальон 299-й отдельный сапёрный батальон 469-й отдельный сапёрный батальон |

## Германия
Приведены наиболее крупные соединения и части германских вооружённых сил. Надо иметь в виду, что в операции принимали участие различные специальные части, как то артиллерийские и самоходно-артиллерийские (в том числе из резерва ОКХ), самокатные, железнодорожные, инженерные, сапёрные, понтонно-мостовые, части армейской ПВО и ПВО люфтваффе и прочие.
Точных данных о переподчинении частей в ходе операции не имеется. Также сложно установить какие части люфтваффе принимали участие в операции, а какие — нет.

### Группа армий «Север»(Heeresgruppe «Nord»)

#### 16-я полевая армия(16.А)
| Соединения 16-й полевой армии  | Соединения 16-й полевой армии                                                                                | Соединения 16-й полевой армии |
| Корпус                         | Пехотные соединения                                                                                          | Приданные части |
| ------------------------------ | --- | --- |
| 2-й армейский корпус (II.A.K.) | 12-я пехотная дивизия (12.Inf.Div) 32-я пехотная дивизия (32.Inf.Div) 123-я пехотная дивизия (123.Inf.Div)   | 57-й моторизованный корпус (LVII.Mot.K.): 19-я танковая дивизия (19.Pz.Div) 20-я танковая дивизия (20.Pz.Div)                                          |
| 10-й армейский корпус (X.A.K.) | 30-я пехотная дивизия (30.Inf.Div) 126-я пехотная дивизия (126.Inf.Div) 290-я пехотная дивизия (290.Inf.Div) | Части 56-го моторизованного корпуса (LVI.Mot.K.): 3-я моторизованная дивизия (3.Mot.Div) 3-я моторизованная дивизия СС «Мёртвая голова» (3.Mot.Div.SS) |

### 1-й воздушный флот(Luftflotte 1)
Данные приведены по состоянию на 3 августа 1941 года

#### Штаб 1-го воздушного флота
| Подразделения, подчиняющиеся штабу флота | Подразделения, подчиняющиеся штабу флота | Подразделения, подчиняющиеся штабу флота |
| Подразделение | Вооружение                               | Дислокация                               |
| --- | ---------------------------------------- | ---------------------------------------- |
| 2-я эскадрилья (2.(F)/ObdL) группы дальней разведки главного командования люфтваффе (Aufklärungsgruppe O.b.d.L\Aufklärungsgruppe Oberbefehlshaber der Luftwaffe) Ju-88 | Ju-88                                    | Раскополье                               |
| 1-я эскадрилья разведки погоды (Wekusta 1\Wettererkundungsstaffel 1)                                                                                                   | He-111                                   | Псков                                    |
| 1-я транспортная эскадрилья (1.KGrzbV 106) 106-й военно-транспортной группы (Kampfgruppe zur besonderen Verwendung 106)                                                | Ju-52                                    | Псков                                    |

#### 1-й авиационный корпус(I.Fliegercorps)
1-й авиационный корпус принимал участие в боях в течение всей операции.
| Подразделения, подчиняющиеся 1-му авиационному корпусу                                      | Подразделения, подчиняющиеся 1-му авиационному корпусу                           | Подразделения, подчиняющиеся 1-му авиационному корпусу | Подразделения, подчиняющиеся 1-му авиационному корпусу                                               |
| Соединение                                                                                  | Его подразделения в операции                                                     | Вооружение                                             | Дислокация                                                                                           |
| ------------------------------------------------------------------------------------------- | -------------------------------------------------------------------------------- | ------------------------------------------------------ | --- |
| В подчинении штаба                                                                          | 5-я эскадрилья (5.(F)/122) 122-й разведывательной группы (Aufklärungsgruppe 122) | Ju-88                                                  | Псков, Саборовка                                                                                     |
| 1-я бомбардировочная эскадра «Гинденбург» (Kampfgeschwader 1 «Hindenburg»)                  | штаб (Stab) 2-я группа (II/KG 1) 3-я группа (III/KG 1)                           | He-111H Ju-88A Ju-88A                                  | Псков, Саборовка Псков, Саборовка                                                                    |
| 4-я бомбардировочная эскадра «Генерал Вевер» (Kampfgeschwader 1 «General Wever»)            | штаб (Stab) 1-я группа (I/KG 4) 2-я группа (II/KG 4) 3-я группа (III/KG 4)       | He-111H                                                | Коровье Село                                                                                         |
| 76-я бомбардировочная эскадра (Kampfgeschwader 76)                                          | штаб (Stab) 1-я группа (I/KG 76) 2-я группа (II/KG 76) 3-я группа (III/KG 76)    | все Ju-88A                                             | Шяуляй, Велонен, Коровье Село Шяуляй, Велонен, Коровье Село Шяуляй, Коровье Село Шяуляй, Гибельштадт |
| 77-я бомбардировочная эскадра (Kampfgeschwader 77)                                          | штаб (Stab) 1-я группа (I/KG 77) 2-я группа (II/KG 77) 3-я группа (III/KG 77)    | все Ju-88A                                             | Хайлигенбайль, Дно Йессау, Дно Тильзит, Дно Хайлигенбайль, Дно                                       |
| 77-я эскадра пикирующих бомбардировщиков (Sturzkampfgeschwader 77)                          | штаб (Stab) 1-я группа (I/StG 77) 2-я группа (II/StG 77) 3-я группа (III/StG 77) | Ju-87B, Bf-110 Ju-87B                                  | все аэродром Счастливая                                                                              |
| 26-я тяжёлая истребительная эскадра «Хорст Вессель» (Zerstörergeschwader 26 «Horst Wessel») | штаб (Stab) 1-я группа (I/ZG 26) 2-я группа (II/ZG 26)                           | Bf-110                                                 | Вильнюс, Псков, Заруденье, Пярну                                                                     |
| 54-я истребительная эскадра «Зелёное сердце» (Jagdgeschwader 54 «Grünherz»)                 | штаб (Stab) 1-я группа (I/JG 54) 2-я группа (II/JG 54) 3-я группа (II/JG 54)     | Bf-109F                                                | Остров, Веретены, Заруденье, Сиверская                                                               |
| 53-я истребительная эскадра «Туз пик» (Jagdgeschwader 53 «Pik As»)                          | 2-я группа (II/JG 53) (кроме 6-й эскадрильи)                                     | Bf-109F                                                | Коровье Село, Круссича, Инстербург, Сольцы, Спасская Полисть, Любань                                 |

#### 8-й авиационный корпус(VIII.Fliegercorps)
8-й авиационный корпус принимал участие в операции с конца июля 1941 года по 28 сентября 1941 года
| Подразделения, подчиняющиеся 8-му авиационному корпусу                                  | Подразделения, подчиняющиеся 8-му авиационному корпусу | Подразделения, подчиняющиеся 8-му авиационному корпусу | Подразделения, подчиняющиеся 8-му авиационному корпусу |
| Соединение                                                                              | Его подразделения в операции | Вооружение                                             | Дислокация                                             |
| --------------------------------------------------------------------------------------- | --- | ------------------------------------------------------ | ------------------------------------------------------ |
| В подчинении штаба                                                                      | 2-я эскадрилья (2.(F)/11) 11-й разведывательной группы (Aufklärungsgruppe 11) 4-я транспортная группа (IV./KG z.b.V.1) 1-й военно-транспортной эскадры (Kampfgeschwader zur besonderen Verwendung 1) Ju-88 | Ju-88 Ju-52                                            | Сольцы                                                 |
| 2-я бомбардировочная эскадра «Киянка» (Kampfgeschwader 2 «Holzhammer»)                  | штаб (Stab) 1-я группа (I/KG 2) | Do-17Z                                                 | Веретены                                               |
| 3-я бомбардировочная эскадра «Молния» (Kampfgeschwader 3 «Blitz»)                       | 3-я группа (III/KG 3) | Do-17Z                                                 | Веретены                                               |
| 210-я эскадра скоростных бомбардировщиков «Шершни» (Schnellkampfgeschwader «Hornissen») | штаб (Stab) 2-я группа (II/SKG 210) | Bf-110                                                 | Милятино, Сещинская                                    |
| 2-я эскадра пикирующих бомбардировщиков (Sturzkampfgeschwader 2 «Immelmann»)            | штаб (Stab) 1-я группа (I/StG 2) 3-я группа (III/StG 2) | Ju-87B Ju-87B Ju-87R                                   | Яновичи, Тырково                                       |
| 2-я учебная эскадра (Lehrgeschwader 2)                                                  | 2-я штурмовая группа (II.(Sch)/LG) 10-я штурмовая эскадрилья (10. (Sch)/LG2) | Bf-109E Hs-123                                         | Сольцы                                                 |
| 27-я истребительная эскадра (Jagdgeschwader 27)                                         | штаб (Stab) 3-я группа (III/JG 77) | Bf-109F Bf-109E                                        | Сольцы, Спасская Полисть, Любань                       |
| 52-я истребительная эскадра (Jagdgeschwader 52)                                         | 2-я группа (II/JG 52) | Bf-109F                                                | Сольцы, Спасская Полисть, Любань                       |

#### Разведывательная авиационная группа «Остзее»(Flugzeugüberführungsgruppe Ostsee или Fl. Fü. Ostsee)
Группа «Остзее» была задействована в течение всей операции
| Подразделения, подчиняющиеся авиационной группе «Остзее»                              | Подразделения, подчиняющиеся авиационной группе «Остзее»                                                                       | Подразделения, подчиняющиеся авиационной группе «Остзее» | Подразделения, подчиняющиеся авиационной группе «Остзее»                      |
| Соединение                                                                            | Его подразделения в операции                                                                                                   | Вооружение                                               | Дислокация                                                                    |
| ------------------------------------------------------------------------------------- | --- | -------------------------------------------------------- | ----------------------------------------------------------------------------- |
| 806-я бомбардировочная группа (Kampfgruppe 806 или KGr.806)                           | штаб (Stab/KGr.806) 1-я эскадрилья (1./KGr.806) 2-я эскадрилья (2./KGr.806) 3-я эскадрилья (3./KGr.806)                        | Ju 88А                                                   | Проверен (кроме 1./KGr.806 с 22.06.1941 дислоцировавшейся в Марви, Финляндия) |
| 125-я морская разведывательная группа. (Aufklärungsgruppe 125 (See) или Aufkl.Gr.125) | штаб (Stab/Aufkl.Gr.125) 1-я эскадрилья (1./ Aufkl.Gr.125) 2-я эскадрилья (2./ Aufkl.Gr.125) 3-я эскадрилья (3./ Aufkl.Gr.125) | Фишхаузен                                                | He 60 He 114C-1 Ar 95A                                                        |
| 54-я истребительная эскадра «Зелёное сердце» (Jagdgeschwader 54 «Grünherz»)           | Эскадрилья из состава учебно-боевой группы 54-й истребительной эскадры (Erg.Gr/JG 54)                                          | Bf-109Е                                                  | Пярну                                                                         |